# Småsjöarna (norra)
Småsjöarna (norra) är en sjö i Munkedals kommun i Dalsland och ingår i Örekilsälvens huvudavrinningsområde. Sjön är 5 meter djup, har en yta på 0,018 kvadratkilometer och befinner sig 142 meter över havet.